# José Advíncula
José Lázaro Advíncula Fuerte (Dumalag, 30 de marzo de 1952)  es un sacerdote, arzobispo y cardenal filipino, profeso de las Fraternidades sacerdotales de Santo Domingo en Orden Dominicana que se convirtió en el 33.º arzobispo de Manila.

## Biografía

### Primeros años
Nació el 30 de marzo de 1952 en Dumalag, provincia de Cápiz, hijo de José Advíncula Firmalino y Carmen Fuerte Falsis.
Estudió en el seminario San Pío X de Roxas, donde estudió filosofía tras graduarse. Estudió teología en Universidad de Santo Tomas en Manila, durante estos estudios se unió a la Orden Dominicana.
El 14 de abril de 1976 fue ordenado sacerdote. 
Fue director espiritual del Seminario San Pío X, además de profesor y decano de estudios. 
Posteriormente, estudió psicología en la Universidad de La Salle–Manila y derecho canónico en la Universidad de Santo Tomas, licenciándose por la Universidad Pontificia de Santo Tomás de Aquino de Roma.
Regresó a Filipinas, donde trabajó en el seminario de Vigan, Nueva Segovia, y en el seminario regional de Ciudad de Jaro. 
En 1995 fue nombrado rector del Seminario San Pío X de Capiz; también ocupó cargos en la administración de la arquidiócesis, como defensor del vínculo, promotor de Justicia y vicario judicial. 
En 1999 fue nombrado párroco de Santo Tomás de Villanueva en Dao.

### Episcopado
El Papa Juan Pablo II lo nombró obispo de San Carlos el 25 de julio de 2001, siendo consagrado el 8 de septiembre de 2001.
El 9 de noviembre de 2011, el Papa Benedicto XVI lo nombró arzobispo de Capiz. 
Dentro de la Conferencia Episcopal de Filipinas ha sido miembro de la Comisión para la Doctrina de la Fe y la Comisión para los Pueblos Indígenas. 

### Cardenal
Fue creado cardenal por el papa Francisco en el Consistorio celebrado el 28 de noviembre de 2020, asignándole el Título de San Vigilio.
El 29 de noviembre de 2020 fue nombrado miembro de la Congregación para el Clero.
El 11 de diciembre de 2021, prosefó la en la Regla de las Fraternidades Sacerdotales de Santo Domingo, lo que antiguamente se conocía como Tercera Orden (Terciarios). 
El 12 de julio de 2022 fue nombrado miembro del Dicasterio para los Obispos ad quinquennium.